# Xã West Newton, Quận Nicollet, Minnesota
Xã West Newton (tiếng Anh: West Newton Township) là một xã thuộc quận Nicollet, tiểu bang Minnesota, Hoa Kỳ. Năm 2010, dân số của xã này là 423 người.